# Collegio plurinominale Marche - 01 (Camera dei deputati 2017)
Il collegio elettorale plurinominale Marche - 01 è stato un collegio elettorale plurinominale della Repubblica Italiana per l'elezione della Camera tra il 2017 ed il 2022.

## Territorio
Come previsto dalla legge elettorale italiana del 2017, il collegio era stato definito tramite decreto legislativo all'interno della circoscrizione Marche.
Il collegio comprendeva la zona definita dai tre collegi uninominali Marche - 01 (Ascoli Piceno), Marche - 02 (Civitanova Marche) e Marche - 03 (Macerata).

## Dati elettorali

### XVIII legislatura
Come previsto dalla legge elettorale, 386 deputati erano eletti in 63 collegi plurinominali con ripartizione proporzionale a livello nazionale tra le coalizioni e le singole liste che avessero superato la soglia di sbarramento stabilita.
Nel collegio venivano eletti 9 deputati.
| Liste          | Liste                                | Proporzionale | Proporzionale | Proporzionale | Maggioritario | Maggioritario | Maggioritario |  |
| Liste          | Liste                                | Voti          | %             | Seggi         | Voti          | %             | Seggi         |  |
| -------------- | ------------------------------------ | ------------- | ------------- | ------------- | ------------- | ------------- | ------------- |  |
|                | Movimento 5 Stelle                   | 160 028       | 35,58         | 2             | 160 028       | 35,58         | 2             |  |
|                | Lega                                 | 82 157        | 18,27         | 1             | 159 130       | 35,38         | 1             |  |
|                | Forza Italia                         | 48 137        | 10,70         | 1             | 159 130       | 35,38         | 1             |  |
|                | Fratelli d'Italia                    | 24 015        | 5,34          | 1             | 159 130       | 35,38         | 1             |  |
|                | Noi con l'Italia – UDC               | 4 821         | 1,07          | –             | 159 130       | 35,38         | 1             |  |
|                | Partito Democratico                  | 86 755        | 19,29         | 1             | 97 754        | 21,74         | –             |  |
|                | +Europa                              | 7 059         | 1,57          | –             | 97 754        | 21,74         | –             |  |
|                | Civica Popolare                      | 2 049         | 0,46          | –             | 97 754        | 21,74         | –             |  |
|                | Italia Europa Insieme                | 1 891         | 0,42          | –             | 97 754        | 21,74         | –             |  |
|                | Liberi e Uguali                      | 11 421        | 2,54          | –             | 11 421        | 2,54          | –             |  |
|                | CasaPound                            | 6 738         | 1,50          | –             | 6 738         | 1,50          | –             |  |
|                | Potere al Popolo!                    | 4 982         | 1,11          | –             | 4 982         | 1,11          | –             |  |
|                | Il Popolo della Famiglia             | 4 625         | 1,03          | –             | 4 625         | 1,03          | –             |  |
|                | Partito Comunista                    | 3 708         | 0,82          | –             | 3 708         | 0,82          | –             |  |
|                | Partito Valore Umano                 | 872           | 0,19          | –             | 872           | 0,19          | –             |  |
|                | Lista del Popolo per la Costituzione | 455           | 0,10          | –             | 455           | 0,10          | –             |  |
| Totale         | Totale                               | 449 713       | 100           | 6             | 449 713       | 100           | 3             |  |
|                |                                      |               |               |               |               |               |               |  |
| Schede bianche | Schede bianche                       | 6 095         | 1,32          |               |               |               |               |  |
| Schede nulle   | Schede nulle                         | 7 354         | 1,59          |               |               |               |               |  |
| Votanti        | Votanti                              | 463 162       | 76,61         |               |               |               |               |  |
| Elettori       | Elettori                             | 604 538       |               |               |               |               |               |  |

## Eletti

### Eletti nei collegi uninominali
Eletti nel Movimento 5 Stelle
     Eletti nella coalizione di centro-destra (Lega - FI - FdI - NcI-UDC)
| Collegio uninominale | Eletto | Eletto            | Partito |
| -------------------- | ------ | ----------------- | ------- |
| 1. Ascoli Piceno     |        | Roberto Cataldi   | M5S     |
| 2. Civitanova Marche |        | Mirella Emiliozzi | M5S     |
| 3. Macerata          |        | Tullio Patassini  | Lega    |

### Eletti nella quota proporzionale
| Movimento 5 Stelle                 | Partito Democratico | Lega           | Forza Italia    | Fratelli d'Italia   |
| ---------------------------------- | ------------------- | -------------- | --------------- | ------------------- |
|                                    |                     |                |                 |                     |
| Rachele Silvestri Paolo Giuliodori | Mario Morgoni       | Giorgia Latini | Simone Baldelli | Francesco Acquaroli |

1. ↑  In data 09.01.2020 aderisce al gruppo misto, non iscritti; in data 19.03.2021 a Fratelli d'Italia.
2. ↑  In data 19.02.2021 aderisce al gruppo misto, non iscritti; in data 23.02.2021 alla componente «Alternativa».
3. ↑  Dimissionaria in data 10.11.2020 (nominata assessore della giunta regionale delle Marche); le subentra Mauro Lucentini in data 11.11.2020.
4. ↑  Dimissionario in data 22.10.2020 (eletto presidente della regione Marche); gli subentra Lucia Albano in pari data.